# Tilburg West
Tilburg West is een stadsdeel van de stad Tilburg. Tilburg West ligt tussen de Ringbaan West en de Reeshof. In West wonen ongeveer 30.000 mensen. In dit stadsdeel staat de Universiteit van Tilburg (UvT).
Tilburg West omvat de volgende wijken:
- Zorgvlied
- De Reit
- Mariaziekenhuis-Vredeburcht
- Het Zand
- Het Wandelbos
- Oude Warande